# Брус Маккендлес
Брус Маккендълс (на английски: Bruce McCandless II) е пилот от USN и астронавт от НАСА, участник в два космически полета. Той е първият човек в света, използвал пилотируем маневриращ модул (Manned Maneuvering Unit) за свободно придвижване в открития космос.

## Образование
През 1958 г. завършва Военноморската академия на САЩ в Анаполис, Мериленд. Получава магистърска степен по електротехника от Станфордския университет през 1965 г. и по бизнесадминистрация от университета Клиър Лейк, Хюстън през 1987 г.

## Военна кариера
Маккендлес завършва втори по успех във випуск 1958 и е изпратен на служба в авиацията на бреговата охрана. До 1960 г. той служи в базата Кий Уест във Флорида и лети на самолет F-6A Skyray. Между декември 1960 и февруари 1964 г. е включен в състава на бойна ескадрила VF-102, базирана първоначално на самолетоносача USS Forrestal (CV-59), а по-късно на атомния самолетоносач USS Enterprise (CVN-65). Лети на реактивен изтребител F-4B Phantom II. Извършва много полети по време на Кубинската криза през октомври 1962 г. Има общ нальот от 5250 полетни часа, от тях - около 5000 часа на реактивни самолети. Има правоспособност и на пилот на хеликоптер.

## Служба в НАСА
Брус Маккендлес е избран от НАСА на 4 април 1966 г., Астронавтска група №5. Той е включен в поддържащите екипажи на Аполо 11 и Аполо 14. След това преминава подготовка по програмата Скайлаб и е пилот в дублиращия екипаж на Скайлаб 2. От 3 до 11 февруари 1984 г. осъществява първия си орбитален полет с космическата совалка Чалънджър, мисия STS-41B. По време на този полет той става първият човек в света използвал пилотируем маневриращ модул (Manned Maneuvering Unit) за свободно придвижване в открития космос, по време на своята четиричасова космическа разходка. Втория и последен космически полет, Маккендлес осъществява от 24 до 29 април 1990 г. със совалката Дискавъри, мисия STS-31.

### Космически полети
| Космически полети на Брюс Маккендлес                      | Космически полети на Брюс Маккендлес | Космически полети на Брюс Маккендлес | Космически полети на Брюс Маккендлес | Космически полети на Брюс Маккендлес | Космически полети на Брюс Маккендлес | Космически полети на Брюс Маккендлес |
| №                                                         | Дата                                 | КК                                   | Емблема на мисията                   | Функции                              | Продължителност                      |                                      |
| --------------------------------------------------------- | ------------------------------------ | ------------------------------------ | ------------------------------------ | ------------------------------------ | ------------------------------------ | ------------------------------------ |
| 1                                                         | 3 февруари 1984                      | „Чалънджър“, STS-41B                 |                                      | Специалист на мисията                | 7 денонощия 23 часа 15 мин. 55 сек.  |                                      |
| 2                                                         | 24 април 1990                        | „Дискавъри“, STS-31                  |                                      | Специалист на мисията                | 5 денонощия 01 часа 16 мин. 06 сек.  |                                      |
| Сумарно време в космоса – 13 денонощия 0 часа и 31 минути |                                      |                                      |                                      |                                      |                                      |                                      |

## Награди
- Легион за заслуги;
- Медал за отлична служба;
- Медал за служба в националната отбрана;
- Медал на експедиционните сили;
- Медал на НАСА за изключителни заслуги;
- Медал на НАСА за участие в космически полет (2);
- Медал на НАСА за изключителни инженерни постижения;
- Международна награда „Робер Колие“.

През 2005 г. Брус Маккендлес е приет в Аерокосмическата зала на славата.